# Азхар, Путери Мунаджа Аз-Захраа
Путери Мунаджа Аз-Захраа Азхар (англ. Puteri Munajjah Az-Zahraa Azhar; род. в 2001 году) — малайзийская шахматистка, международный мастер среди женщин (2019).

## Биография
Путери Мунаджа Аз-Захраа Азхар представляла Малайзию в шахматных олимпиадах среди женщин:
- в 2018 году показала результат 3 из 6 на четвертой доске[1].

В 2019 году в Бангкоке она выиграла чемпионат Восточной Азии по шахматам среди девушек в возрастной группе с 16 до 18 лет, набрав 7½ очков из 9 возможных.
В июле 2021 года Путери Мунаджа Аз-Захраа Азхар приняла участие в Кубке мира по шахматам среди женщин в Сочи, где в 1-м туре проиграла грузинской шахматистке Ане Матнадзе со счётом 0,5:1,5.
За успехи в турнирах ФИДЕ присвоила Путери Мунаджа Аз-Захраа Азхар звание международного мастера среди женщин (WIM) в 2019 году.

## Изменения рейтинга
| Графики недоступны из-за технических проблем. См. информацию на Фабрикаторе и на mediawiki.org. |